# UFC 304
UFC 304: Edwards vs. Muhammad 2 fue un evento de artes marciales mixtas producido por Ultimate Fighting Championship que tuvo lugar el 27 de julio de 2024 en el Co-op Live, en Manchester, Inglaterra.

## Antecedentes

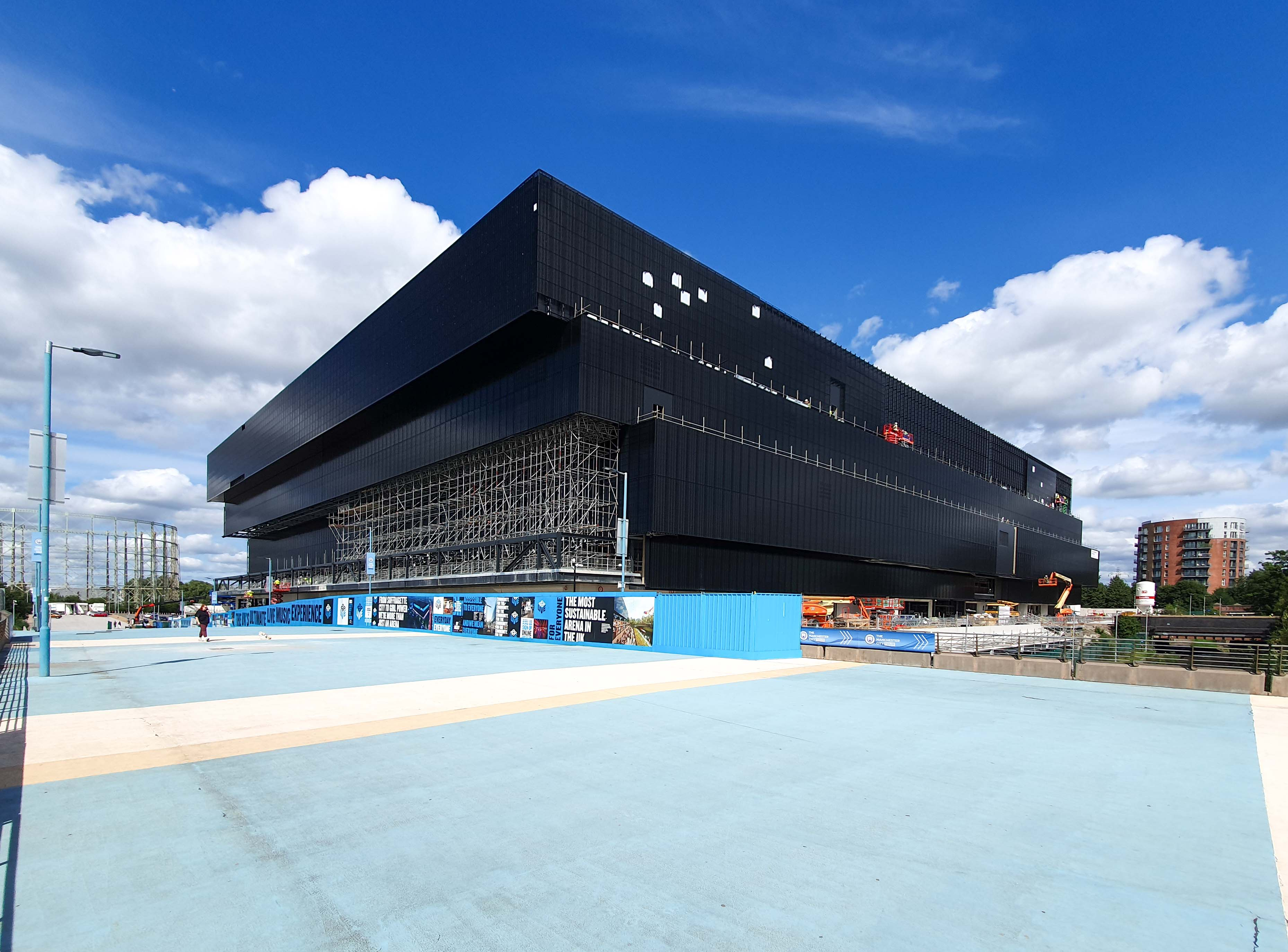
Fue el primer evento deportivo que tuvo lugar en el estadio Co-op Live, que se inauguró en abril de 2024.

El evento marcará la quinta visita de la promoción a Manchester y la primera desde UFC 204 en octubre de 2016.
Se espera que una pelea por el Campeonato Mundial de Peso Wélter de UFC entre el actual campeón Leon Edwards y Belal Muhammad encabece el evento. El par peleó anteriormente en UFC Fight Night: Edwards vs. Muhammad en marzo de 2021, después de un piquete accidental en el ojo que dejó a Muhammad incapaz de continuar.
Una pelea por el Campeonato Interino de Peso Pesado de UFC el poseedor del título Tom Aspinall y Curtis Blaydes está programada para coencabezar el evento. Anteriormente se enfrentaron en UFC Fight Night: Blaydes vs. Aspinall en julio de 2022, en el que Blaydes ganó después de que Aspinall se lesionara la rodilla quince segundos después de la pelea, lo que lo mantuvo fuera de competencia durante un año.
Se programó una pelea de peso mediano entre Christian Leroy Duncan y Robert Bryczek para este evento. Sin embargo, Bryczek se retiró de la pelea por razones desconocidas y fue reemplazado por el ex campeón de peso mediano de LFA Gregory Rodrigues.

## Resultados
1. ↑  Por el Campeonato Mundial de Peso Wélter de UFC
2. ↑  Por el Campeonato Interino de Peso Pesado de UFC

## Bonificaciones
Los siguientes peleadores recibieron bonos de $100,000 y $200,000:
- Pelea de la Noche: No se otorgaron bonos
- Actuación de la Noche: Paddy Pimblett ($200,000), Tom Aspinall y Mick Parkin ($100,000)